# Audincthun
Audincthun település Franciaországban, Pas-de-Calais megyében. Lakosainak száma 680 fő (2022. január 1.). Audincthun Dohem, Mencas, Radinghem, Renty, Saint-Martin-d’Hardinghem, Coupelle-Vieille, Coyecques, Dennebrœucq és Fauquembergues községekkel határos.

## Népesség
A település népességének változása:
| Lakosok száma | 638  | 649  | 663  | 664  | 664  | 662  | 662  | 676  | 680  |
|               | 2013 | 2015 | 2016 | 2017 | 2018 | 2019 | 2020 | 2021 | 2022 |